# Хеймен, Мэтью
Мэтью Хеймен (англ. Mathew Hayman; род. 20 апреля 1978, Кампердаун) — австралийский профессиональный шоссейный велогонщик. Хейман всегда был опытным грегори для капитанов, и обычно брал на себя всю тяжёлую работу. Также он являлся специалистом в классических гонках по брусчатке.
В 2014 году подписал контракт с командой Orica GreenEDGE. 10 апреля 2016 года победил в престижной однодневной гонке Париж — Рубе, выиграв финишный отрезок у таких мастеров как: Тома Бонена, Иана Станнарда, Сепа Ванмарке и Эдвальда Боассон Хагена. Это его первая победа на гонке Мирового Тура UCI.

## Достижения
1996
2-й Чемпионат мира среди юниоров — индивидуальная гонка
2-й Чемпионат Австралии  — индивидуальная гонка U19
1999
Олимпия Тур
2-й в генеральной классификации
3b этап (ITT)
2001
Вуэльта Мальорки
генеральная классификация
5-й этап
спринтерская классификация
7-й Милан — Турин
2003
10-й Гент — Вевельгем
2005
Тур Саксонии
8-й Три дня Де-Панне
8-й Дварс дор Фландерен
2006
 Игры Содружества — групповая гонка
2007
4-й Дварс дор Фландерен
9-й Тур Катара
2009
4-й Гент — Вевельгем
8-й Дварс дор Фландерен
2010
5-й Дварс дор Фландерен
2011
Париж — Бурж
3-й Омлоп Хет Ниувсблад
4-й Дварс дор Фландерен
10-й Париж — Рубе
2012
8-й Париж — Рубе
2013
3-й Дварс дор Фландерен
2016
Париж — Рубе

### Чемпионаты мира
| Соревнование    | 2001 | 2002 | 2003 | 2004 | 2005 | 2006 | 2007 | 2008 | 2009 | 2010 | 2011 | 2012 | 2013 | 2014 | 2015 | 2016 |
| --------------- | ---- | ---- | ---- | ---- | ---- | ---- | ---- | ---- | ---- | ---- | ---- | ---- | ---- | ---- | ---- | ---- |
| Групповая гонка | DNF  | 100  | 33   | DNF  | 101  | 100  | DNF  | —    | DNF  | 94   | 100  | —    | DNF  | DNF  | 77   | 21   |

## Статистика выступлений наГранд Турах
| Гонка / Год     | 2002 | 2003 | 2004 | 2005 | 2006 | 2007 | 2008   | 2009 | 2010 | 2011 | 2012 | 2013 | 2014   | 2015 | 2016 | 2017 | 2018 |
| --------------- | ---- | ---- | ---- | ---- | ---- | ---- | ------ | ---- | ---- | ---- | ---- | ---- | ------ | ---- | ---- | ---- | ---- |
| Джиро д'Италия  | 91   | —    | —    | —    | 136  | —    | DNF-19 | —    | 105  | —    | —    | —    | —      | —    | —    | —    | —    |
| Тур де Франс    | —    | —    | —    | —    | —    | —    | —      | —    | —    | —    | —    | —    | DNF-10 | —    | 135  | 151  | 108  |
| Вуэльта Испании | —    | 137  | —    | —    | —    | —    | —      | —    | —    | —    | —    | —    | —      | 130  | —    | —    | —    |

## Рейтинги
| Год                   | 2007  | 2008  | 2009 | 2010 | 2011  | 2012  | 2013  | 2014 | 2015 | 2016   | 2017   | 2018   |
| --------------------- | ----- | ----- | ---- | ---- | ----- | ----- | ----- | ---- | ---- | ------ | ------ | ------ |
| ПроТур UCI            | 234-й | 146-й |      |      |       |       |       |      |      |        |        |        |
| Мировой календарь UCI |       |       | 98-й | -    |       |       |       |      |      |        |        |        |
| Мировой тур UCI       |       |       |      |      | 176-й | 115-й | 175-й | -    | -    | 53-й   | 178-й  | 272-й  |
| Мировой рейтинг UCI   |       |       |      |      |       |       |       |      |      | 116-й  | 652-й  | 1162-й |
| Европейский тур UCI   |       |       |      |      |       |       |       |      |      | 1720-й | 1349-й | 1284-й |
| Азиатский тур UCI     |       |       |      |      |       |       |       |      |      | 167-й  | -      | -      |
| Океанский тур UCI     |       |       |      |      |       |       |       |      |      | 91-й   | -      | -      |
|                       |       |       |      |      |       |       |       |      |      |        |        |        |
| Источник: UCI         |       |       |      |      |       |       |       |      |      |        |        |        |

## Личная жизнь
Супруга Мэтью Хэймана — Ким Ширли, бывшая австралийская велогонщица, победительница Тура Лимузена 1999 года. У пары есть трое детей.